# Епархия Огоджи
Епархия Огоджи (лат. Dioecesis Ogogiaensis) — епархия Римско-Католической церкви c центром в городе Огоджа, Нигерия. Епархия Огоджи входит в митрополию Калабара. Кафедральным собором епархии Огоджи является церковь святого Бенедикта.

## История
13 марта 1938 года Римский папа Пий XI учредил апостольскую префектуру Огоджи, выделив её из апостольской префектуры Калабара (сегодня — Архиепархия Калабара).
1 января 1955 года Римский папа Пий XII издал буллу Apostolicum, которой преобразовал апостольскую префектуру Огоджи в епархию.
15 марта 1995 года епархия Огоджи передала часть своей территории новой епархии Абакалики.

## Ординарии епархии
- епископ Patrick Joseph Whitney SPS (1938—1939);
- епископ Thomas McGettrick SPS (1939—1973);
- епископ Joseph Edra Ukpo (1973—2003);
- епископ John Ebebe Ayah (2006 — 2014), назначен епископом Уйо.

## Источник
- Annuario Pontificio, Libreria Editrice Vaticana, Città del Vaticano, 2003, ISBN 88-209-7422-3
- Булла Apostolicum, AAS 47 (1955), стр. 372  (лат.)